# تناسخ (فیلم)
«تناسخ» (انگلیسی: Reincarnation (film)) فیلمی در ژانر ترسناک به کارگردانی تاکاشی شیمیزو است که در سال ۲۰۰۵ منتشر شد. از بازیگران آن می‌توان به شون اوگوری و تاکاکو فوجی اشاره کرد.